# Andrij Derkacz (ur. 1985)
Andrij Wołodymyrowycz Derkacz, ukr. Андрій Володимирович Деркач (ur. 28 maja 1985 w Boryspolu) – ukraiński piłkarz, grający na pozycji pomocnika, a wcześniej napastnika.

## Kariera piłkarska

### Kariera klubowa
Wychowanek klubu Kniaża Szczasływe, barwy której bronił w juniorskich mistrzostwach Ukrainy (DJuFL). Latem 2001 rozpoczął karierę piłkarską w klubie Borysfen-2 Boryspol, w składzie którego 20 marca 2004 debiutował w Wyższej Lidze w meczu z Arsenałem Kijów. Latem 2005 roku przeszedł do Szachtara Donieck. Nie potrafił przebić się do podstawowego składu, dlatego bronił barw drugiej i trzeciej drużyny. Potem występował na wypożyczeniu w klubach Dnipro Czerkasy, Wołyń Łuck i Zakarpattia Użhorod. Latem 2009 roku został piłkarzem Prykarpattia Iwano-Frankowsk. W styczniu 2011 przeszedł do Heliosa Charków. W 2012 bronił barw Zimbru Kiszyniów. W marcu 2013 zasilił skład FK Połtawa. podczas przerwy zimowej sezonu 2013/14 wyjechał do Uzbekistanu, gdzie został piłkarzem Mashʼal Muborak. Na początku 2015 przeniósł się do Qizilqum Zarafshon. 3 sierpnia 2016 powrócił do Mashʼalu Muborak. Na początku 2017 wrócił do Qizilqumu Zarafshon. 10 lipca 2017 został piłkarzem Arsenału Kijów. 8 sierpnia 2018 przeszedł do Dniapra Mohylew, w którym grał do grudnia 2018.

### Kariera reprezentacyjna
Występował w młodzieżowej reprezentacji Ukrainy.

## Sukcesy i odznaczenia

### Sukcesy klubowe
- mistrz Pierwszej lihi Ukrainy: 2009, 2018
- wicemistrz Pierwszej lihi Ukrainy: 2003

### Sukcesy reprezentacyjne
- uczestnik turnieju finałowego Mistrzostw świata U-20: 2005